# サーメノル＝アエンメ作戦
サーメノル＝アエンメ作戦（〜さくせん, ペルシア語: عملیات ثامن‌ الائمه; ‘Amarīyāt-e Thāmen ol-A’emmeh）は、イラン・イラク戦争中、イラン軍によるアーバーダーン包囲戦の一作戦である。本作戦によりイラク軍によるアーバーダーン包囲網は解囲された。「サーメノル・アエンメ」とはアラビア語のペルシア語読みで「第8代イマーム」（すなわちイマーム・レザー）の意。